# Georgstor

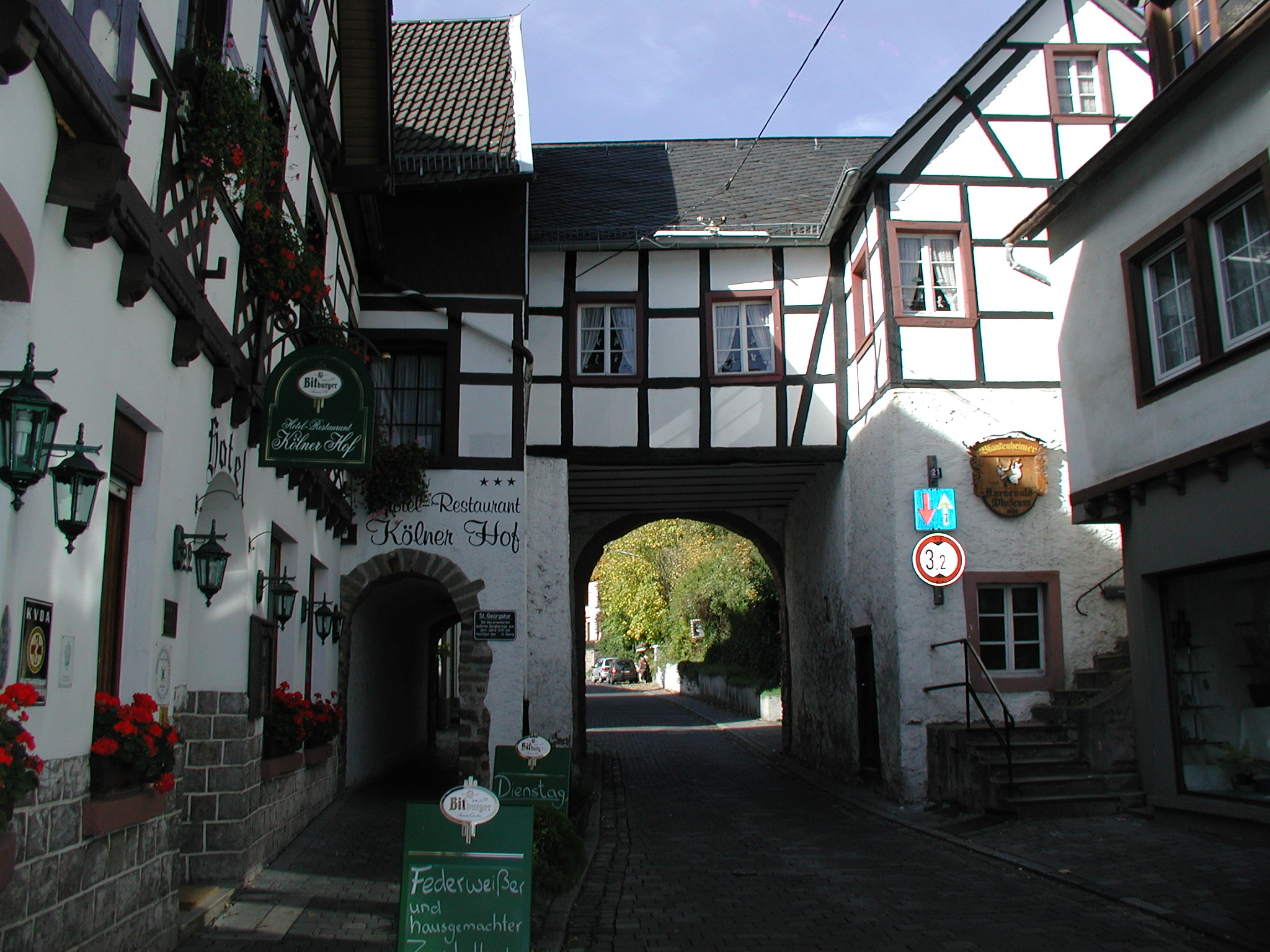
Ortsseite des Georgstors

Das Georgstor auch St. Georgs Porte, Obertor oder auswendiges Tor genannt, befindet sich in Blankenheim, Kreis Euskirchen (Nordrhein-Westfalen), Ahrstraße 22. Es stellt einen Teil der Erweiterung der Talbefestigung aus dem 17. Jahrhundert dar. Die Räume des Obergeschosses beherbergen das Blankenheimer Karnevalsmuseum.

## Geschichte
Graf Salentin Ernst von Manderscheid–Blankenheim (1630–1705) ordnete im Jahr 1672 den Ausbau und die Wiederherstellung der Ortsbefestigung an. Mit deren Ausführung verbunden, war eine Einbeziehung der erweiterten Tallage des Ortes, über die dieser sich noch bis zur Mitte des 20. Jahrhunderts nicht wesentlich ausdehnen sollte. Teil der Ausbauten war das sogenannte „auswendige“ Tor, also das am weitesten abgelegene, das zugleich den Abschluss nach Westen darstellte. Nach Ernst Wackenroder liegen von dieser Toranlage Grund- und Aufrisse aus dem Jahr 1670 vor, die jedoch nicht zur Ausführung gelangten. 1702 wird das Tor als St. Georgs Porte genannt.
Das Georgstor wurde am 15. Juli bzw. 31. Oktober 1988 als Baudenkmal Nr. 52 bzw. 169 in Teil A der Denkmalliste der Gemeinde Blankenheim eingetragen.

## Architektur
Während die ursprünglich vorgesehene Pilasterarchitektur (s. Entwürfe von 1670) keine Realisierung fand, ist örtlich ein einfacher Rundbogen vorhanden, auf dem ein Geschoss aufgesetzt ist, das ortsseitig in Fachwerk ausgeführt wurde. Das Obergeschoss wird über eine steile Treppe auf der Nordseite der Ahrstraße erschlossen. Der angrenzende Ostteil des Tores war ebenfalls zu Wohnzwecken ausgebaut.
Die zur ehemaligen Feldseite befindlichen, mit vier Schlusssteinen besetzten Rundfenster der Torwächterstube waren vor dem Ersten Weltkrieg bzw. auch noch im Jahr 1928, bei der erneuten Kreisbereisung durch Wackenroder, vermauert, sind inzwischen jedoch wieder geöffnet. Sie umrahmen eine Nische, die eine dreiviertel lebensgroße Holzfigur des Hl. Georg aufnimmt. In seiner figürlichen Darstellung ist er als reicher Ritter im Kostüm ausgebildet.

## Nutzung seit 1986

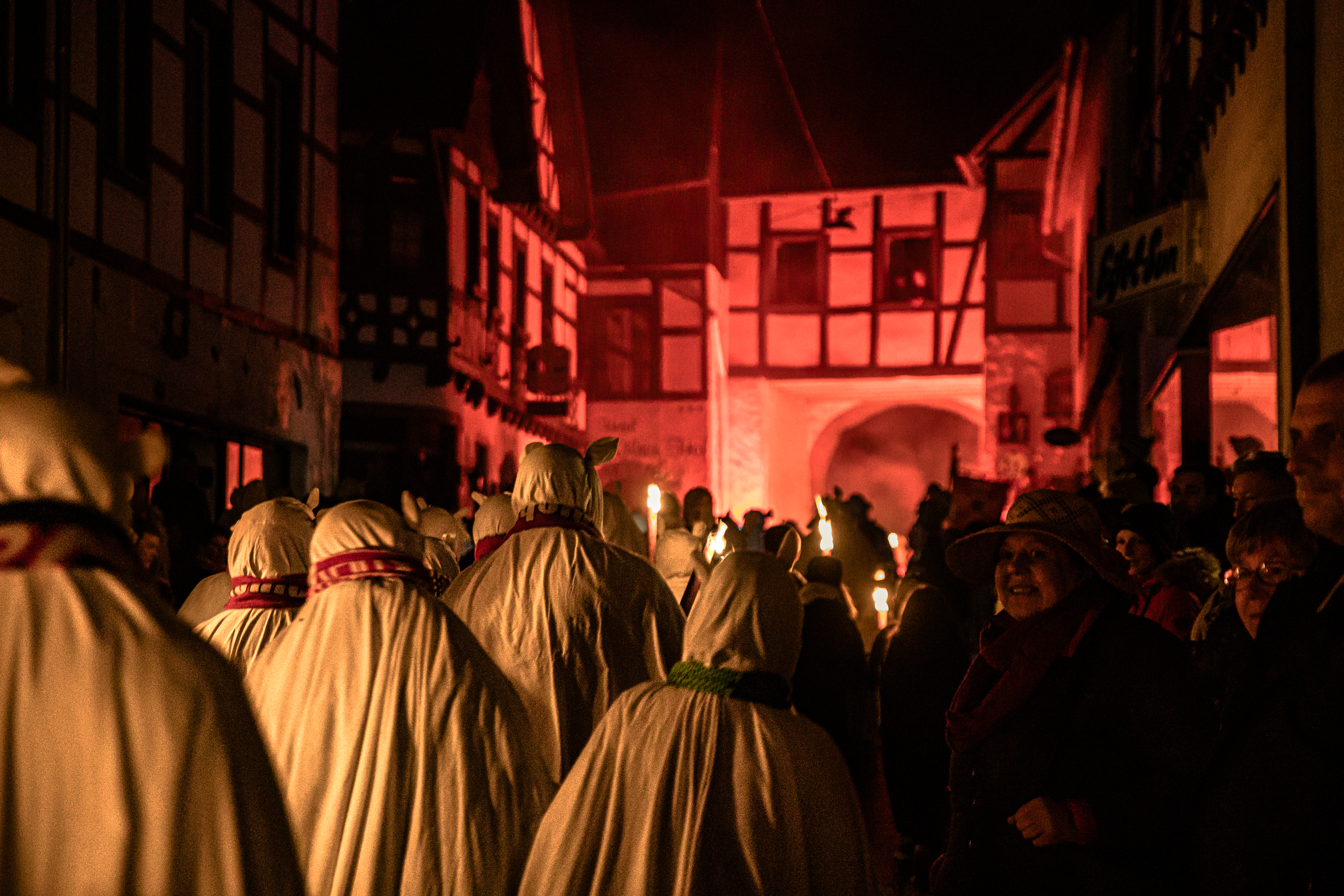
Geisterschar während des Blankenheimer Geisterzuges vor dem Georgstor

1986 wurde das Georgstor seitens der Gemeinde Blankenheim den Karnevalisten zur Nutzung übergeben. Seit 1990, nach anderer Quelle 1988, beheimatet es das Blankenheimer Karnevalsmuseum.
In dem Museum werden die Karnevalstraditionen der Eifel dargestellt, darunter der Blankenheimer Geisterzug. Exponate aus mehreren Jahrhunderten, darunter Schriftstücke, Bilder, Plakate und Kostüme präsentieren sich dem Besucher, der die Räumlichkeiten in Absprache mit dem Karnevalsverein im Rahmen einer Führung aufsuchen kann.